# 에스더블유엠
에스더블유엠(SWM)주식회사는 대한민국의 자율주행 스타트업이다. 구 성우모바일로 초기 휴대폰 DMB나 동영상 플레이어를 제작하는 소프트웨어 사업을 하다 2010년부터는 차량용 인포테인먼트(IVI) 소프트웨어를 제작했으며 스마트패드, 그리고 5년 뒤에는 자율주행 사업에 본격적으로 뛰어들었다 상장 주관사는 키움증권으로 상장 준비중이다

## 투자
이노폴리스파트너스, 드림시큐리티, 윈베스트벤처투자, 디에이밸류인베스트먼트, 키움증권, 프렌드투자파트너스, 피앤피인베스트먼트, 이노폴리스파트너 등으로부터 투자를 받았다.

## 같이 보기
- 자율주행

## 참고문헌
1. ↑  김진현, 자율주행 에스더블유엠, '기평 통과' IPO 속도낸다, 더벨, 2023-06-08
2. ↑  서기열, 에스더블유엠 "완전 자율車 2023년 상용화할 것", 한국경제, 2020.05.21
3. ↑  강병준, 김기혁 성우모바일 대표, 전자신문, 2013-06-23
4. ↑  이정후, 2년 동안 31만㎞달렸다...자율주행 솔루션 개발하는 SWM, 뉴스1, 2023-12-03
5. ↑  이경민, 에스더블유엠, KES 참가해 강남 한복판서 자율주행차 시범 운행, 키움증권, 2023-10-24
6. ↑  구혜린, '상장 예심 청구' SWM, 시장친화적 공모구조 택했다, 더벨, 2023-12-12